# Брага (Бергамо)
Брага је насеље у Италији у округу Бергамо, региону Ломбардија.
Према процени из 2011. у насељу је живело 48 становника. Насеље се налази на надморској висини од 477 м.